# Dorfkirche Gollma

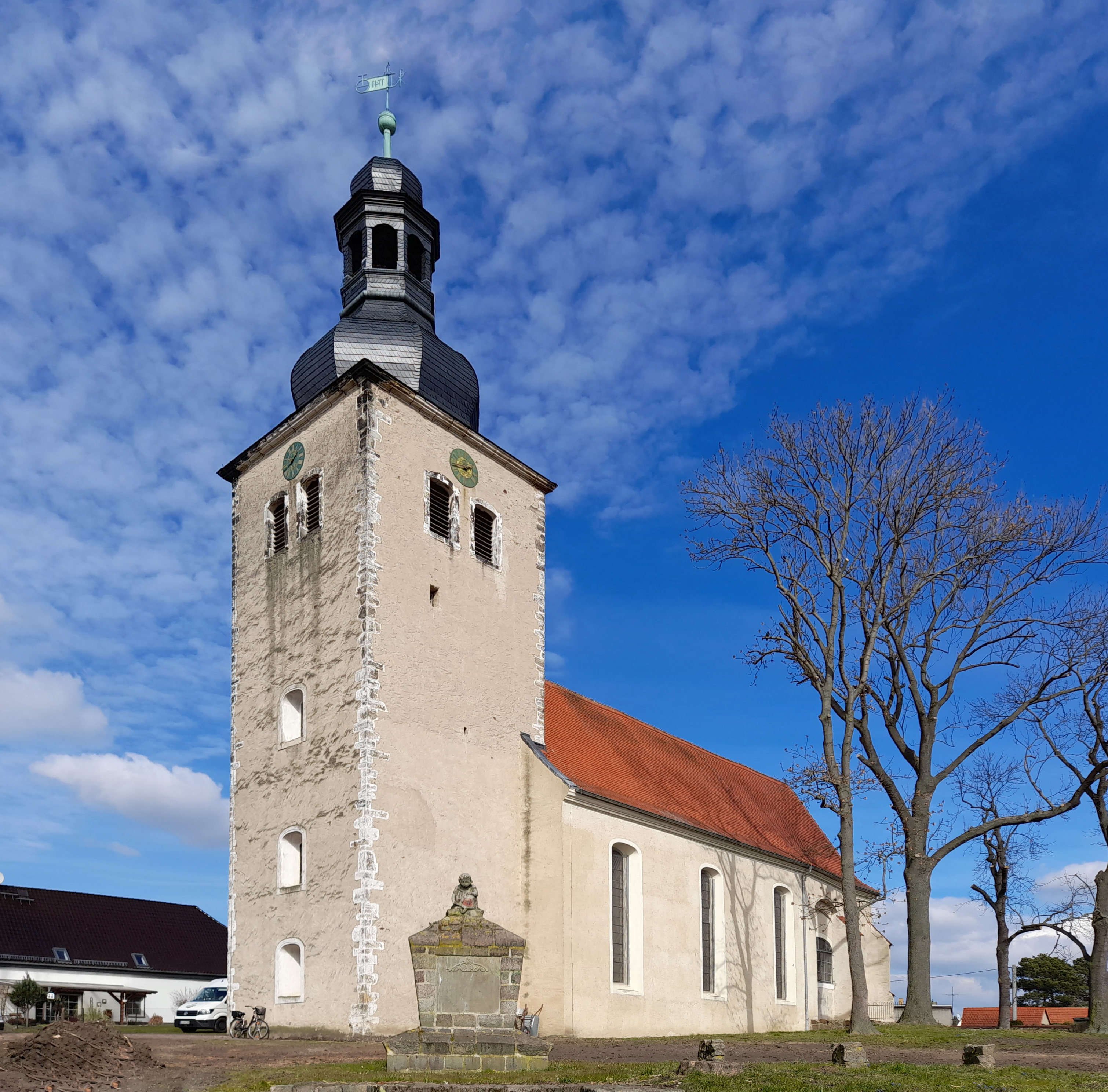
Kirche Gollma (2022)

Die Dorfkirche Gollma ist die Dorfkirche in Gollma, einem Ortsteil von Landsberg im Saalekreis in Sachsen-Anhalt. Im lokalen Denkmalverzeichnis ist das Bauwerk unter der Erfassungsnummer 094 55193 verzeichnet. Die Kirchengemeinde Gollma gehört zum Kirchengemeindeverband Landsberg im Kirchenkreis Halle-Saalkreis der Evangelischen Kirche in Mitteldeutschland (EKM).

## Geschichte
1257 wurde in Gollma erstmals eine Filialkirche von Landsberg erwähnt. 1471 wurde diese romanische Kirche um einen polygonalen Chorabschluss erweitert, welcher heute in veränderter Form noch besteht. 1734 brannte die Kirche bis auf die Grundmauern nieder. 1737–41 folgte ein Neubau von Kirchenschiff und Turm im barocken Stil, der alte Chor wurde in dieses Bauwerk integriert. Eine Patronatsloge wurde in doppelgeschossiger Ausführung an der Nordseite angefügt. Auch die Inneneinrichtung wurde im barocken Stil neu geschaffen. 1897 wurden fünf neue Glasfenster im Altarraum eingebaut, in den 1930er Jahren erhielten die Emporenfelder neue Zierkartuschen mit in Frakturschrift gestalteten Bibelzitaten. 1998–2002 wurde der Innenraum umfassend saniert und 2012 die Chorfenster instand gesetzt. Um 2016 wurde eine Winterkirche im Obergeschoss der Patronatsloge eingerichtet. 2021 erfolgte eine umfassende Holzwurmbekämpfung im Inneren.

## Architektur und Ausstattung
Die Kirche ist ein einschiffiger barocker Saalbau mit polygonalem Ostabschluss, der durch Strebepfeiler gegliedert wird. Der Westturm ist mit Eckquaderungen versehen und besitzt einen quadratischen Grundriss. In etwa 25 Metern Höhe wird er von einer welschen schiefergedeckten Haube mit Laterne und Wetterfahne bekrönt. An der Nordseite der Kirche ist eine rechteckige, doppelstöckige Loge angefügt, wo sich heute die Winterkirche befindet. Die Fenster des Kirchenschiffes sind als schlanke Segmentbogenfenster ausgeführt. Das Mauerwerk von Kirchenschiff und Turm ist hell-beige verputzt. Eine einstige Loge auf der Südseite ist durch einen Mauerbogen, der heute nur durch ein Fenster durchbrochen wird, nachweisbar.
Das Innere ist hell und weit. Der Innenraum wird von einer weißen Flachdecke mit dezenten stuckierten Deckenspiegeln überspannt. Der mächtige barocke Altar entstand 1736 und wird durch vier Säulen mit korinthischen Kapitellen gerahmt. Putten und eine Strahlenglorie bekrönen den Altar, der durch seitliche Verschläge die gesamte Breite des Chorraumes einnimmt. Ein dezentes Patronatsgestühl ohne weitere Zier befindet sich auf beiden Seiten des Chores. Das Taufgestell ist reich mit Knorpelschnitzwerk versehen. Die Empore ist doppelgeschossig und hufeisenförmig. Unter der Orgel schwingt die Empore nach vorne und ist mit einer schlichten, durchbrochenen Balustrade verziert.
Die Loge auf der Nordseite ist schlicht gehalten, sie kann vom Kirchenschiff aus im Untergeschoss betreten werden. Das Gestühl der Kirche ist dezent und heute in grün gehalten, während die Wände in hell-beige gestrichen sind.

## Orgel
Die heutige Orgel in einem Rundbogen-Prospekt wurde durch August Ferdinand Wäldner errichtet. Mit 24 Registern auf zwei Manualen und Pedal gehört sie zu den größten Instrumenten der Werkstatt. Die Trakturen sind mechanisch. 1917 wurden die Prospektpfeifen abgegeben und in den 1920er Jahren durch Zinkpfeifen ersetzt. 2006 wurde das Instrument umfangreich saniert und instand gesetzt.

## Glocken
Die einstigen Glocken der Dorfkirche Gollma gingen beim Brand 1734 verloren. 1737 schuf der Gießer Martin Heintze aus Leipzig eines seiner größten erhaltenen Geläute. Die drei reich verzierten Instrumente erklingen in der Tonfolge d′ – e′ – a′ und bilden damit eines der wenigen erhaltenen Barockgeläute in Sachsen-Anhalt. Der Glockenstuhl besteht aus Eichenholz. Nach 1990 erhielten die Glocken neue Klöppel und eine neue elektrische Steuerung. 2020 wurden erstmals die Inschriften der Glocken inventarisiert.